# Конвенція про боротьбу з незаконними актами, спрямованими проти безпеки морського судноплавства
Конвенція про боротьбу з незаконними актами, спрямованими проти безпеки морського судноплавства або Конвенція SUA є багатостороннім договором, за яким держави погоджуються забороняти та карати поведінку, яка може загрожувати безпека морського судноплавства.

## Вміст
Конвенція базується на Конвенції про боротьбу з незаконними актами, спрямованими проти безпеки цивільної авіації 1971 року та Конвенції про боротьбу з незаконним захопленням повітряних суден і криміналізує подібну поведінку в контексті морського судноплавства.
Конвенція криміналізує таку поведінку:
1. Захоплення контролю над судном силою чи загрозою застосування сили;
2. вчинення акту насильства щодо особи на судні, якщо це може загрожувати безпеці судна;
3. руйнування або пошкодження судна або його вантажу таким чином, що створює загрозу безпечному плаванню судна;
4. розміщення або встановлення на судні пристрою чи речовини, які можуть знищити або завдати шкоди судну чи його вантажу;
5. руйнування або пошкодження навігаційних засобів судна або втручання в їх роботу, якщо це може загрожувати безпеці судна;
6. передача завідомо неправдивої інформації, що створює загрозу безпеці плавання судна;
7. поранення або вбивство будь-кого під час вчинення 1–6;
8. спроба будь-якого з 1–7;
9. бути співучасником будь-якого з 1–8; і
10. примушення іншого через погрози вчинити будь-яке з 1–9.

Конвенція встановлює принцип «aut dedere aut judicare» — що держава-учасниця договору повинна або (1) переслідувати особу, яка вчинила один із злочинів, або (2) відправити особу до іншого держава, яка просить його або її екстрадицію для кримінального переслідування за той самий злочин.
Конвенція не поширюється на:
1. Військовий корабель; або
2. судно, що належить або експлуатується державою, коли воно використовується як допоміжне морське або для митних чи поліцейських цілей; або
3. судно, яке було знято з навігації або затримано.

Ніщо в Конвенції не впливає на імунітет військових кораблів та інших державних суден, що експлуатуються в некомерційних цілях.

## Створення
Конвенція була прийнята Міжнародною конференцією з боротьби з незаконними актами, спрямованими проти безпеки морського судноплавства в Римі 10 березня 1988 року. Вона набула чинності 1 березня 1992 року після того, як її ратифікували 15 держав.

## Держави-учасники
Станом на червень 2015 року конвенція налічує 166 держав-учасниць, серед яких 164 держави-члени ООН, а також Острови Кука і Ніуе. 166 держав представляють 94,5 відсотка валового тоннажу світового торгового флоту.
Наступні 29 держав-членів ООН не є учасниками конвенції. Держави з береговою лінією позначені зірочками.
- Беліз*
- Бутан
- Бурунді
- Камерун*
- Центральноафриканська Республіка
- Чад
- Колумбія*
- Демократична Республіка Конго*
- Східний Тимор*
- Еритрея*
- Габон*
- Гаїті*
- Індонезія*
- Киргизстан
- Малайзія*
- Непал
- Північна Корея*
- Шаблон:Дані країни Папуа-Нова Гвінея*
- Руанда
- Сьєрра-Леоне*
- Соломонові Острови*
- Сомалі*
- Південний Судан
- Суринам*
- Таїланд*
- Венесуела*
- Замбія
- Зімбабве

## Протокол
Одночасно з SUA було укладено Протокол про боротьбу з незаконними діями, спрямованими проти безпеки стаціонарних платформ, розташованих на континентальному шельфі (SUA PROT). Він набрав чинності одночасно з СУА. SUA PROT є додатковою конвенцією до SUA.
У Лондоні 14 жовтня 2005 року було представлено другий додатковий протокол, який називається «Протокол 2005 року до Конвенції про боротьбу з незаконними актами, спрямованими проти безпеки морського судноплавства», скорочено «SUA 2005». Він додає положення, які передбачають кримінальну відповідальність за використання суден для перевезення або розряду біологічної, хімічної або ядерної зброї (за винятком ядерної зброї, переданої підписантами  Договір про нерозповсюдження ядерної зброї). Він забороняє суднам скидати нафту, зріджений природний газ, радіоактивні матеріали або інші небезпечні або шкідливі речовини в кількостях або концентраціях, які можуть спричинити смерть, серйозні травми чи пошкодження, або використовувати їх проти залучених суден у морському судноплавстві.
SUA 2005 набула чинності 28 липня 2010 року і станом на лютий 2016 року ратифікована 40 державами.